# كريدي أغريكول
كريدي أجريكول (بالفرنسية: Crédit Agricole)‏ ويطلق عليه أيضاً البنك الأخضر هي أحد أكبر البنوك الفرنسية، تأسس في 23 فبراير 1885، وتقدم المجموعة خدماتها ومنتجاتها في 70 دولة حول العالم. وذلك في مجالات التأمين، التجارة، بطاقات الائتمان، خدمات مالية، الاقتراض، التمويل العقاري، الرهن العقاري، إدارة الثروات، وإدارة الأصول.

## مناطق الخدمة

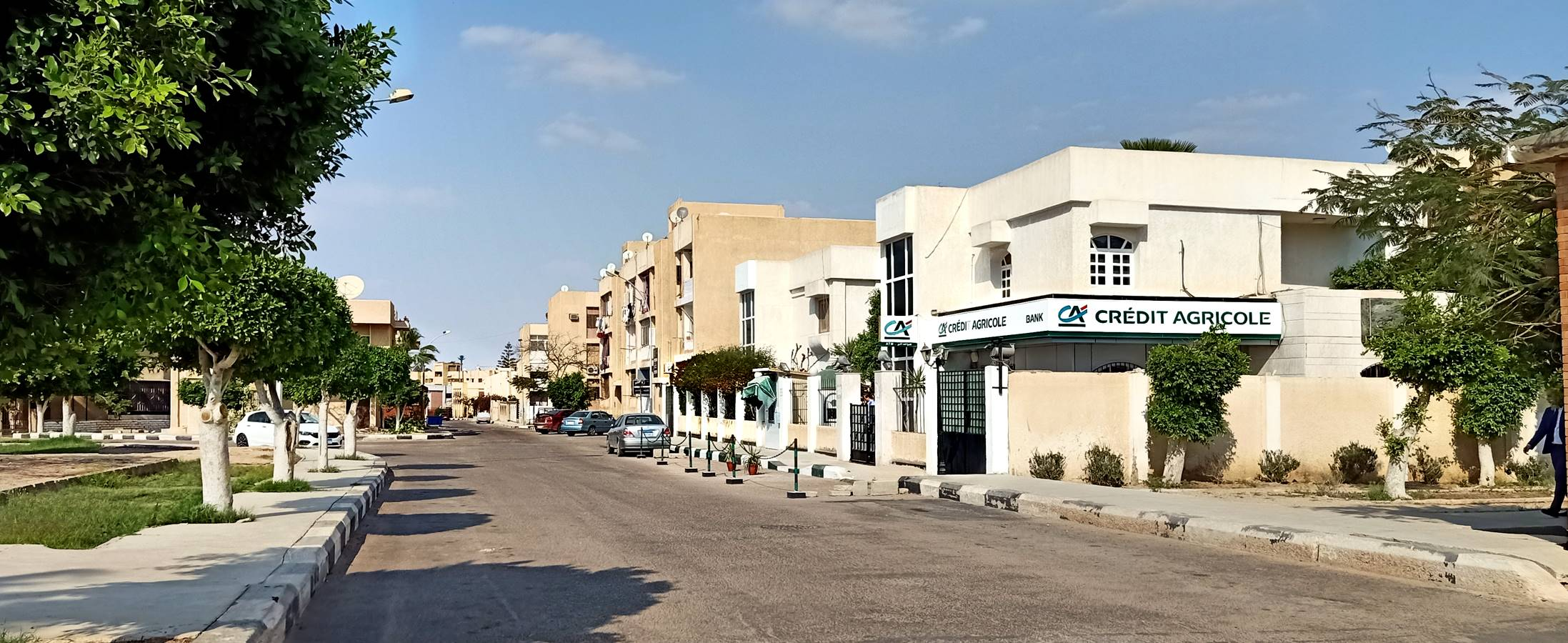
فرع للبنك بمدينة السادات، مصر.

تعمل مجموعة كريدي أجريكول في 70 دولة حول العالم.

## وصلات خارجية
- الموقع الرسمي